# Isochorema
Isochorema är ett släkte av nattsländor. Isochorema ingår i familjen Hydrobiosidae.
Kladogram enligt Catalogue of Life:
| Isochorema | \| \| Isochorema curvispinum \| \| \| \| \| \| Isochorema flintorum \| \| \| \| |
|            | \| \| Isochorema curvispinum \| \| \| \| \| \| Isochorema flintorum \| \| \| \| |
|            | Isochorema curvispinum                                                          |
|            |                                                                                 |
|            | Isochorema flintorum                                                            |
|            |                                                                                 |